# Cratere Falsaron
Falsaron è un cratere sulla superficie di Giapeto.